# Anund Emundsson
Önund ou Anund Emundsson est un prince royal de Suède du XIe siècle de la dynastie de Munsö.

## Biographie
Önund est le fils et héritier du roi Emund de Suède. Selon Adam de Brême il serait mort vers 1056, lors d'une expédition guerrière : « envoyé par son père agrandir le royaume et parvenu au pays des femmes — qui est celui des amazones selon nous — il périt avec son armée du poison qu'elles avaient mêlé à l'eau des fontaines ».
Sa disparition marque la fin de la dynastie de Munsö en ligne agnatique.